# آکواریوم‌دار

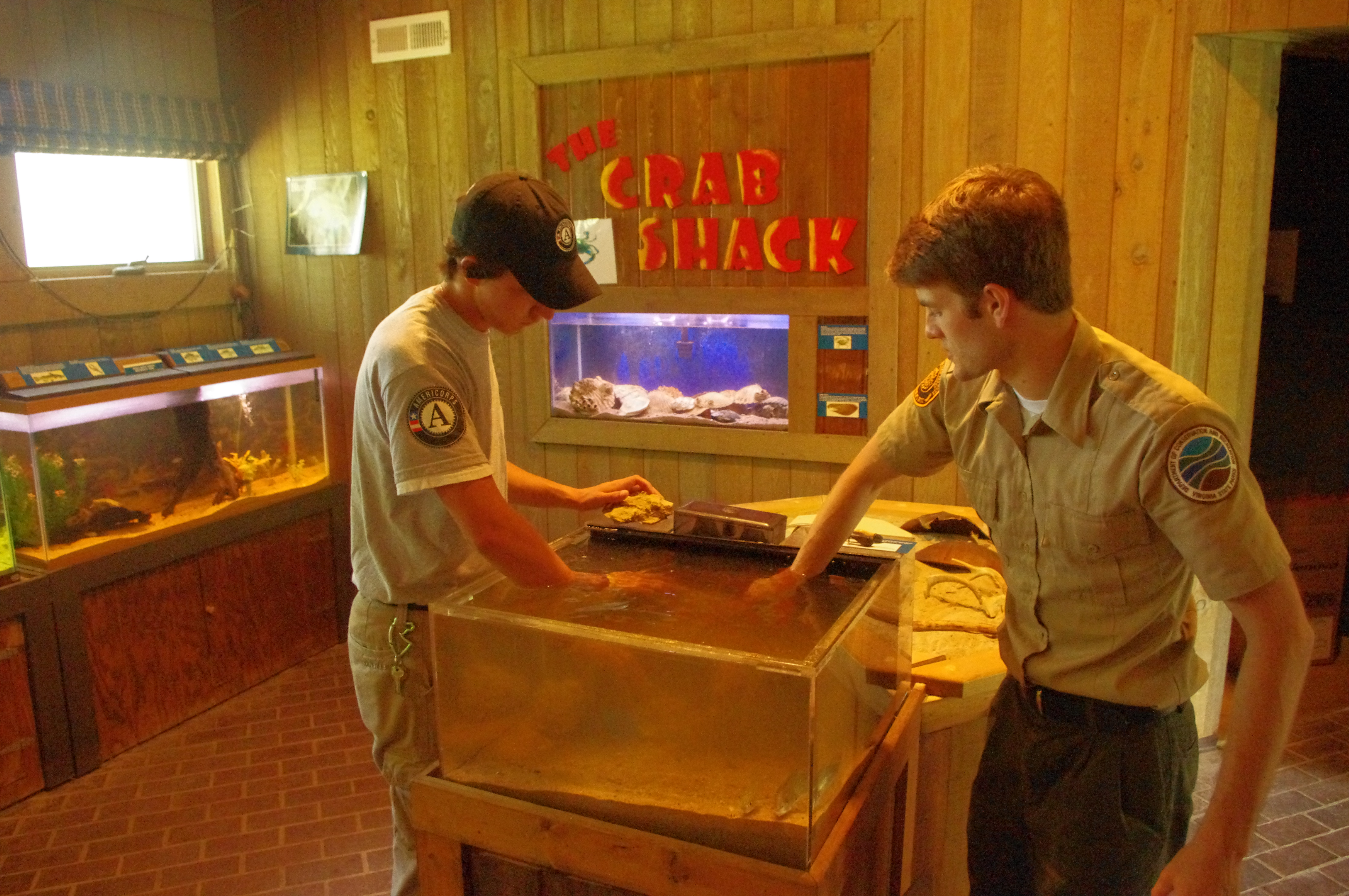

آکواریوم‌دار (به انگلیسی: Aquarist)، به کسی گفته می‌شود که آکواریوم‌ها را مدیریت می‌کند، چه به صورت حرفه‌ای و چه به عنوان یک سرگرمی. آنها معمولاً از جانوران آبزی از جمله ماهیان و بی‌مهرگان دریایی مراقبت می‌کنند. برخی ممکن است از پستانداران آبزی مراقبت کنند. آکواریوم‌داران اغلب در آکواریوم‌های عمومی کار می‌کنند. آنها همچنین ممکن است در ذخیره‌گاه‌های طبیعی، باغ وحش‌ها، و شهر بازی‌ها کار کنند. برخی از آکواریوم‌داران تحقیقات میدانی را در فضای باز انجام می‌دهند. در تجارت، آکواریوم‌داران ممکن است در فروشگاه‌های حیوانات خانگی، به عنوان پرورش‌دهندگان ماهی تجاری، یا به عنوان تولیدکننده کار کنند. برخی از آکواریوم‌داران سرگرمی هستند که به عنوان «آکواریوم‌داران خانگی» نیز شناخته می‌شوند، که ممکن است در میزان مهارت و تجربه متفاوت باشند.